# José Luis González Vázquez
José Luis González Vázquez (Elgoibar, 24 agosto 1964) è un ex calciatore spagnolo, di ruolo portiere.

## Carriera
Cresciuto nell'Elgoibar, squadra della sua città, nel 1982 passa alla Real Sociedad, con cui disputa tre stagioni con la squadra riserve per poi approdare nel 1985 alla prima squadra, con cui debutta nella Primera División spagnola. Qui prende il posto di Luis Arconada, bandiera della squadra di San Sebastian, giunto ormai a fine carriera.
Nel 1992 passa al Valencia. Legato alla sua esperienza con il club è l'episodio con il quale è stato a lungo ricordato nel calcio spagnolo: all'ultimo minuto dell'ultima partita del campionato di calcio spagnolo 1993-1994 parò a Miroslav Đukić il calcio di rigore che avrebbe permesso al Deportivo La Coruna di vincere la Liga, assegnando di conseguenza lo scudetto all'altra contendente, il Barcelona.
Dopo due stagioni viene acquistato dal Real Valladolid, per passare prima al Marbella, e poi allo Xerez, dove rimase per cinque anni. Conclude la carriera al San Fernando, club di Segunda División B.

## Palmarès
- Coppa di Spagna: 1

Real Sociedad: 1987